# Tiggarens opera

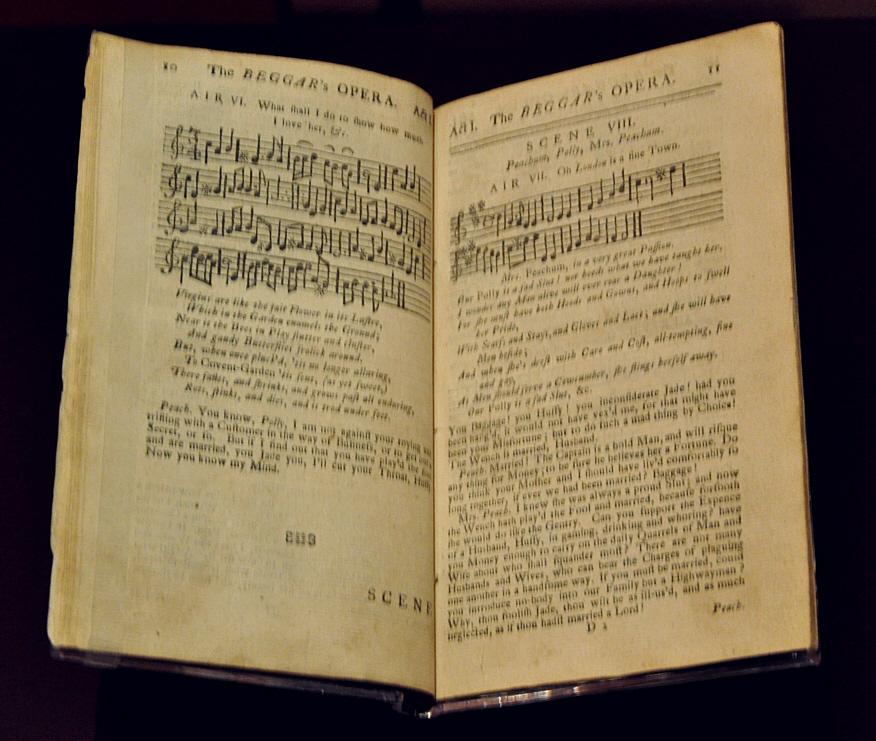
Uppslag ur tryckt libretto med musik från 1728.

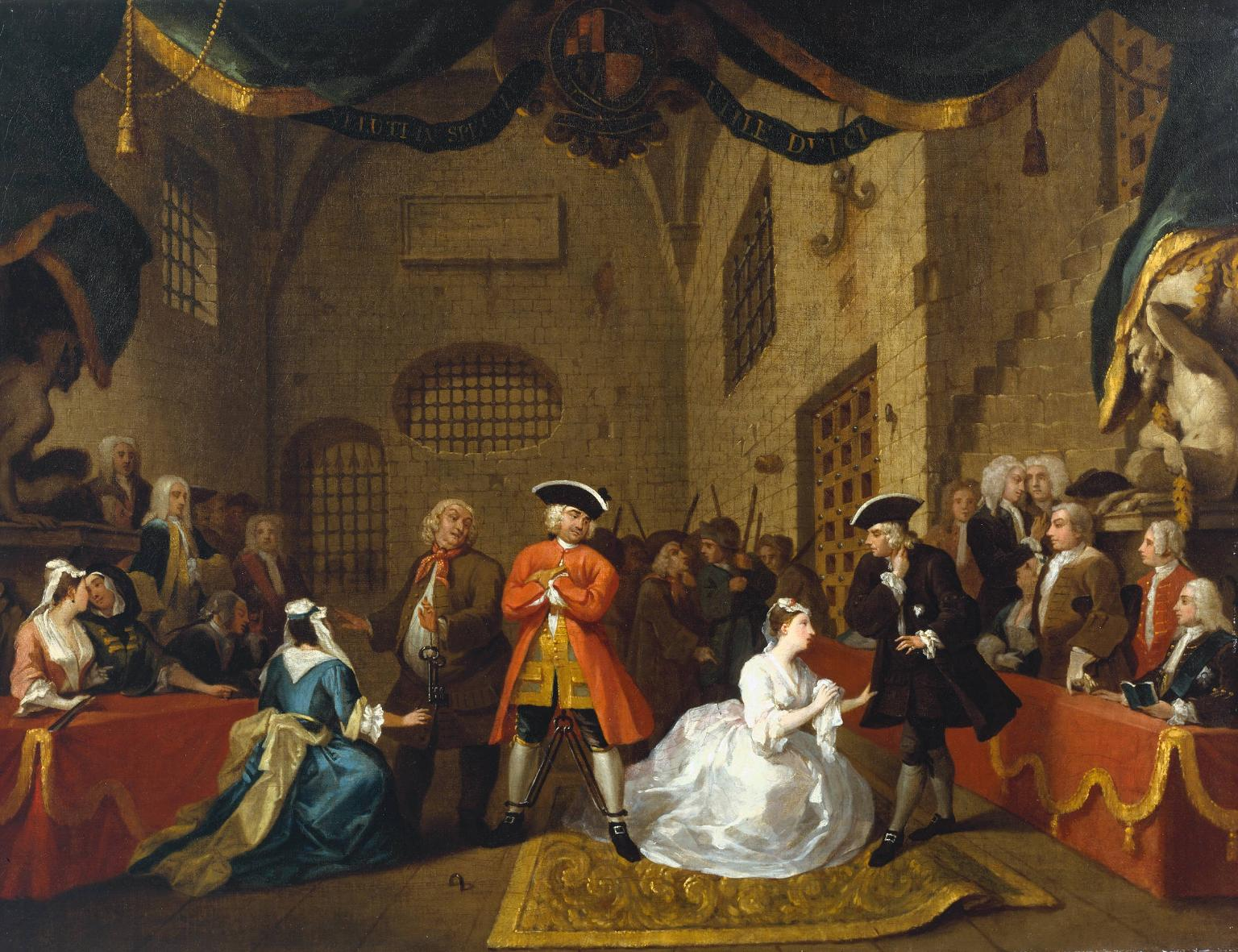
William Hogarths Scen ur Tiggarens opera (1731), Tate Britain. I bildens mitt står den fängslade förbrytare Macheath, mellan sina två älskarinnor Lucy Lockit och Polly Peachum.

Tiggarens opera eller Tiggaroperan (engelska: The Beggar's Opera) är en satirisk s.k. balladopera i tre akter från 1728 med musik samlad och arrangerad av Johann Christoph Pepusch. Libretto av John Gay.
Texten till "Beggar's opera" användes i bearbetad översättning till tyska under namnet Die Dreigroschenoper (Tolvskillingsoperan); vid uruppförandet av detta verk år 1928 angavs John Gay som textförfattaren på programbladet, och det har senare sporadiskt förekommit att även originalverket har kallats Tolvskillingsoperan på svenska. "Tiggaroperan" och "Tolvskillingsoperan" är dock framför allt musikaliskt mycket olika, och man skiljer normalt på dem som två olika verk.

## Historia
Musiken bygger mestadels på populära, folkliga melodier från samtiden i arrangemang av Johann Christoph Pepusch. Föremål för satiren var bland andra den framträdande politikern Robert Walpole. Även den italienska operan i samtidens London – företrädd av bland annat Georg Friedrich Händel – förlöjligades indirekt. Urpremiären ägde rum på Lincoln's Inn Fields i London den 29 januari 1728 och blev en enorm succé, som kom att förändra Londons musikliv i grunden.
Tiggarens opera tar på ett provokativt sätt upp samhällets uppdelning i högt och lågt. Den ursprungliga idén till kom från Jonathan Swift.
Den första uppsättningen på svenska hade premiär 1929, bara ett år efter urpremiären. Den uppfördes i Finland, på Svenska Teatern i Helsingfors i regi av legendariska teaterchefen Nicken Rönngren. Den första svenska premiären i Sverige ägde rum på Kungliga Teatern i Stockholm den 5 januari 1945.[1] 1945. Operan sattes även upp på Confidencen, Ulrikdals slottsteater 1985 (premiär den 23.8; i rollerna Kjerstin Dellert, Margareta Hallin, Ulla Sallert, Olof Thunberg, Nils Bäckström, Sven-Olof Eliasson, Mikael Samuelsson m.fl.)

### Bearbetningar
- 1920 arrangerade Frederic Austin operan i en version som spelades i 3,5 år på Londons scener (1463 föreställningar). Austin utelämnade dock en tredjedel av operans ursprungliga nummer.

- Den mest berömda av dessa "avknoppade" verk är Tolvskillingsoperan som uruppfördes i Berlin år 1928 under det tyska namnet Die Dreigroschenoper. I programbladet till uruppförandet angavs verket som en tysk översättning och bearbetning av "Beggar's opera":

"Die Dreigroschenoper av John Gay, översatt av Elisabeth Hauptmann i bearbetning av Bert Brecht".
Till handlingen och rolluppsättningen följer Tolvskillingsoperan också originalet rätt väl, bortsett från att Brecht valt att förlägga handlingen närmare nutiden. Emellertid använde Bertolt Brecht delvis andra texter än Gays, av François Villon och Rudyard Kipling, och satte också sin personliga prägel på resultatet. Musiken nykomponerades av Kurt Weill, nästan helt utan påverkan från av originalmusiken. Tiggaroperan och Tolvskillingsoperan betraktas därför normalt som två olika verk. Tolvskillingsoperan har blivit mycket känd, vilket har gjort att Tiggaroperan bitvis har varit mer bekant som "förlagan till Tolvskillingsoperan" eller rent av "Urversionen av Tolvskillingsoperan" än i som självständigt verk. Den har dock fortsatt att uppföras, parallellt med och skilt från Tolvskillingsoperan.
- 1948 gjorde Benjamin Britten en bearbetning av The Beggar's Opera för sin kammaroperaensemble English Opera Group. Britten arrangerade om musiken till sin egen stil utan att ta bort originalkänslan. Han komponerade 69 nya sånger men Brittens version spelas sällan numera. Orkestern består endast av tolv musiker. Britten betraktade sin version mer som ett eget verk då han gav det opusnumret "43".

- Tiggaroperan har också filmatiserats av engelsmannen Peter Brook som bearbetade balladoperan till en filmmusikal 1953 med Laurence Olivier i huvudrollen som Captain MacHeath och Dorothy Tutin som Polly Peachum. På engelska behöll den sin gamla titel The Beggar's Opera, men på svenska fick den heta Ryttaren i röda kappan

- Tiggaroperan har tjänat som förlaga för bland annat en ren talpjäs utarbetad av den tjeckiske författaren Václav Havel år 1975.

## Personer
- Kapten Macheath, ledare för ett förbrytarband
- Peachum, polisspion och hälare
- Mrs. Peachum
- Polly Peachum
- Lockit, överuppsyningsman vid Newgatefängelset, Peachums kompanjon
- Lucy Lockit
- Teaterdirektören vid vars teater "operan" tänkes uppförd
- Tiggaren, agerar som pjäsförfattare
- Diana Trapers, bordellvärdinna, försäljerska av tjuvgods

Gatunymfer, medlemmar av Macheaths band, en värdshusvärd, en fångvaktare, en tjänare, fångar och pöbel.

## Handling
Operan utspelas i London på 1720-talet

## Diskografi (urval)
- The Beggar's Opera ; Tom Jones / German. Morison, Cameron, Sinclair, Wallacew, Brannigan. Pro Arte Choir and Orchestra. Malcolm Sargent, dirigent. CfP 575 9722. 2 cd.[4]